# Ширл, Радек
Ра́дек Ширл (чеш. Radek Šírl; род. 20 марта 1981, Рудна, Среднечешский край) — чешский футболист, игравший на позиции защитника.

## Биография

### Чешский этап
Первой командой Ширла был клуб «Рудна». В 1995 году он перешёл в пражский клуб «Адмира Славой», откуда в скором времени был приглашён в «Богемианс».
В сезоне 2000/01 тогдашний тренер «Богемианса» Властимил Петржела доверил Радеку место в основе. Уже летом 2001 года Ширл подписал пятилетний контракт со «Спартой», заплатившей за него за 6,5 миллионов чешских крон. Однако закрепиться в основе Ширлу не удалось, и он был отдан в аренду всё тому же «Богемиансу», с которым в 2002 году занял 4-е место в чемпионате Чехии.

### «Зенит»
В «Зенит» был приглашён лично Властимилом Петржелой. В первом сезоне за петербургский клуб Радек часто выходил в основном составе, и вместе с командой завоевал серебряные медали чемпионата России 2003 года. В 2004 году Ширл пропустил большую часть сезона из за травм и дисквалификации. 2005 год сложился для Ширла лучше, но играл он нечасто. Появилась информация о смене клуба, но он остался. В 2006 году после ухода Петржелы чешские игроки, бывшие в составе «Зенита», стали покидать петербургский клуб. Однако Ширл сумел хорошо зарекомендовать себя перед новым тренером команды — Диком Адвокатом. Радек остался в «Зените» и стал одним из лучших игроков клуба.
11 ноября 2007 года в матче последнего тура чемпионата России 2007 против «Сатурна» из Раменского на 14-й минуте первого тайма забил гол, который оказался в этой встрече единственным: мяч был забит им после розыгрыша стандартного положения и рикошета от гущи игроков. Эта победа позволила «Зениту» стать чемпионом России, а Ширл, таким образом, стал автором «золотого мяча».
2008 год стал триумфальным для Ширла. «Зенит» выиграл Кубок УЕФА, где в финальном матче был повержен шотландский «Рейнджерс» В августе петербургский клуб завоевал Суперкубок УЕФА, одолев «Манчестер Юнайтед». По итогам 2008 года Радек Ширл вошёл в список 33 лучших футболистов чемпионата России под № 1 на позиции левого защитника.
После прихода в «Зенит» Лучано Спаллетти Ширл сел в глубокий запас, изредка получая практику в матчах молодёжного первенства. Причиной тому стали постоянные травмы Ширла и высокая конкуренция на всех позициях, где он мог бы играть. На позиции левого защитника Спаллетти предпочитал Томаша Губочана и Александара Луковича, в центре поля Романа Широкова и Игоря Денисова, а на левом фланге полузащиты Данко Лазовича и Алессандро Розину. В сезоне-2010 единственный раз Радек Ширл вышел на поле в официальных матчах 10 апреля в матче молодёжного первенства России против московского «Локомотива». Ширл вышел в стартовом составе, сыграл первый тайм и был заменён в перерыве. Матч окончился со счетом 0:0.
7 сентября 2010 года Ширл подписал соглашение с «Зенитом», согласно которому действующий контракт считается расторгнутым. 11 сентября после матча 20 тура между «Зенитом» и «Томью» на стадионе «Петровский» прошло прощание болельщиков с игроком, а футболисты команды посвятили ему победу.

### «Млада Болеслав»
13 сентября 2010 года Радек Ширл подписал двухлетнее соглашение с клубом высшего чешского дивизиона «Млада-Болеслав». Он сразу же стал одним из лидеров клуба, в первом же сезоне вместе с командой заняв пятое место, и выиграв кубок Чехии. В финале «Млада-Болеслав» в серии послематчевых пенальти одолела «Сигму».
В сезоне 2011/12 «Млада-Болеслав» претендовала на самые высокие места в национальном первенстве.
По истечении контракта с «Младой-Болеслав», Ширл летом 2012 года подписал двухлетний контракт с клубом «Виктория» из Пльзеня. Однако, в связи с большим количеством претендентов на место в основной состав, было решено отдать Радека Ширла в аренду обратно в «Младу-Болеслав». Ширл стал в млада-болеславской команде капитаном.

### Завершение карьеры
Последним клубом, в котором Ширл выступал на профессиональном уровне, стал «Богемианс 1905» (сезон 2014/2015). По состоянию на октябрь 2017 года играл за любительский клуб «Збузани» из четвёртого по силе дивизиона Чехии. 28 октября 2017 года в матче против клуба «Высоке Мито» Ширл отметился со скандальной стороны, подравшись с противником, а затем избил судью, который удалил Ширла.

### Позиция на поле
Ширл пришёл в «Зенит» в качестве левого полузащитника, однако из-за кадровых проблем на позициях крайних защитников Петржела в сезонах 2004—2006 периодически ставил Ширла правым и левым защитником. В «золотом» сезоне 2007 года Радек выступал на позиции опорного полузащитника и сумел образовать мощную связку в центре поля с Тимощуком и Зыряновым. После травмы Ким Дон Джина чех стал игроком основного состава именно на позиции левого защитника. Именно в качестве левого защитника Ширл включался в список 33 лучших футболистов чемпионата России и приглашался в сборную Чехии. В то же время тактическая схема Адвоката подразумевала игру крайних защитников по всему флангу, с подключением к атакующим действиям команды. На официальном сайте «Зенита» Радек Ширл указан как полузащитник.

## Статистика выступлений за «Зенит»
| Выступление      | Выступление      | Выступление      | Лига | Лига | Кубок страны | Кубок страны | Еврокубки | Еврокубки | Прочие | Прочие | Итого | Итого |
| Клуб             | Лига             | Сезон            | Игры | Голы | Игры         | Голы         | Игры      | Голы      | Игры   | Голы   | Игры  | Голы  |
| ---------------- | ---------------- | ---------------- | ---- | ---- | ------------ | ------------ | --------- | --------- | ------ | ------ | ----- | ----- |
| Зенит            | Премьер-лига     | 2003             | 18   | 1    | 0            | 0            | —         | —         | 5      | 1      | 23    | 2     |
| Зенит            | Премьер-лига     | 2004             | 10   | 1    | 2            | 0            | 1         | 0         | —      | —      | 13    | 1     |
| Зенит            | Премьер-лига     | 2005             | 14   | 1    | 6            | 0            | 2         | 0         | —      | —      | 22    | 1     |
| Зенит            | Премьер-лига     | 2006             | 24   | 2    | 6            | 0            | 6         | 0         | —      | —      | 36    | 2     |
| Зенит            | Премьер-лига     | 2007             | 22   | 1    | 4            | 1            | 8         | 0         | —      | —      | 34    | 2     |
| Зенит            | Премьер-лига     | 2008             | 26   | 0    | 0            | 0            | 13        | 0         | 2      | 0      | 41    | 0     |
| Зенит            | Премьер-лига     | 2009             | 17   | 0    | 1            | 0            | 3         | 0         | —      | —      | 21    | 0     |
| Зенит            | Премьер-лига     | 2010             | 0    | 0    | 0            | 0            | 0         | 0         | —      | —      | 0     | 0     |
| Зенит            | Итого            | Итого            | 131  | 6    | 19           | 1            | 33        | 0         | 7      | 1      | 190   | 8     |
| Всего за карьеру | Всего за карьеру | Всего за карьеру | 131  | 6    | 19           | 1            | 33        | 0         | 7      | 1      | 190   | 8     |

## Достижения
Зенит
- Чемпион России — 2007.
- Серебряный призёр чемпионата России — 2003.
- Обладатель Кубка российской премьер-лиги — 2003.
- Обладатель Суперкубка России — 2008.
- Обладатель Кубка УЕФА — 2007/08.
- Обладатель Суперкубка УЕФА — 2008.
- Обладатель Кубка России — 2009/10.
- Бронзовый призёр чемпионата России — 2009.

Млада-Болеслав
- Обладатель Кубка Чехии — 2010/11.

## Сборная
| Матчи и голы Ширла за сборную Чехии | Матчи и голы Ширла за сборную Чехии | Матчи и голы Ширла за сборную Чехии | Матчи и голы Ширла за сборную Чехии | Матчи и голы Ширла за сборную Чехии | Матчи и голы Ширла за сборную Чехии | Матчи и голы Ширла за сборную Чехии |
| ----------------------------------- | ----------------------------------- | ----------------------------------- | ----------------------------------- | ----------------------------------- | ----------------------------------- | ----------------------------------- |
| №                                   | Дата                                | Оппонент                            | Счёт                                | Голы Ширла                          | Соревнование                        |                                     |
| 1                                   | 15 ноября 2006                      | Дания                               | 1:1                                 | −                                   | Товарищеский матч                   |                                     |
| 2                                   | 20 августа 2008                     | Англия                              | 2:2                                 | −                                   | Товарищеский матч                   |                                     |
| 3                                   | 10 сентября 2008                    | Северная Ирландия                   | 0:0                                 | −                                   | Отборочные матчи ЧМ-2010            |                                     |
| 4                                   | 11 октября 2008                     | Польша                              | 1:2                                 | −                                   | Отборочные матчи ЧМ-2010            |                                     |
| 5                                   | 15 октября 2008                     | Словения                            | 1:0                                 | −                                   | Отборочные матчи ЧМ-2010            |                                     |
| 6                                   | 19 ноября 2008                      | Сан-Марино                          | 3:0                                 | -                                   | Отборочные матчи ЧМ-2010            |                                     |
| 7                                   | 28 марта 2009                       | Словения                            | 0:0                                 | −                                   | Отборочные матчи ЧМ-2010            |                                     |
| 8                                   | 5 июня 2009                         | Мальта                              | 1:0                                 | −                                   | Товарищеский матч                   |                                     |